# Ferenc Orsós
Ferenc Orsós, född 22 augusti 1879 i Temesvár, död 25 juli 1962 i Mainz, var en ungersk kirurg. 1943 ingick han i en internationell kommission som hade satts ihop av tyskarna för att skickas över till Katyn där kommissionen skulle övervaka utgrävningsarbetena efter Katynmassakern vilken enligt tyskarna skulle ha varit ett verk av NKVD utfört våren 1940.
Ferenc Orsós utsågs till den internationella kommissionens ordförande. Efter utredningen skulle kommissionsmedlemmarna flygas till Berlin där det var tänkt att de skulle underteckna sina utlåtanden. Det tyska planet mellanlandade på en ödslig militär flygplats i Biała Podlaska, där tyskarna bad kommissionsmedlemmarna att underteckna dokumenten.
Från 1946 bodde Ferenc Orsós i Västberlin (den USA-kontrollerade zonen) där han året därpå, 1947, avsade sig från sina tidigare vittnesmål från 1943. Orsós dog 1962 i Mainz i Västtyskland.